# 학교생활!
《학교생활!》(일본어: がっこうぐらし!, 영어: School-Live!)은 니트로플러스의 카이호 노리미츠가 원작을 맡고 치바 사도루가 작화를 맡은 일본의 만화다. 《망가 타임 키라라 포워드》(호분샤)에서 2012년 7월호부터 2020년 1월호까지 연재되었다. 이 만화는 좀비로 인해 붕괴된 세계에서 학교를 무대로 생활하는 여고생들을 그린 서바이벌 만화이다. 작가는 이 작품을 좀비물 하면 떠오르는 액션, 배틀물과는 다른 노선을 지향하고 하루하루를 열심히 살아가는 등장인물들의 학교 생활을 그려내고자 노력하였다고 말했다.

## 줄거리
활기차고 기운 넘치는 성격의 타케야 유키, 그리고 체육에 소질이 있는 에비스자와 쿠루미와 리더십 있는 와카사 유리는 메구리가오카 학원의 학생이다. 그녀들이 사는 도시는 인간을 좀비로 감염시키는 전염병에 의해 완전히 마비되어 있었다. 외부와의 접촉이 단절된 상태에서 와카사 유리는 '학교생활부'라는 부를 만들어 유키 일행과 같이 생활을 한다. 유일하게 생존해 있던 메구리가오카 학원의 교사인 사쿠라 메구미는 학교생활부의 부원들을 따뜻하게 이끌어 준다. 유키의 소풍 제안으로 인근 백화점에서 후배 나오키 미키를 만나 구출, 합류해 함께 생활해 나간다.

## 등장인물

### 학교생활부
타케야 유키 (丈槍 由紀)
성우 - 미나세 이노리
작품의 주인공. 고등학교 3학년. 활기찬 성격으로 학교생활부의 분위기 메이커 역할을 맡아왔다.초반에 큰 충격을 받아 작중에서 좀비를 인식하지 못하고, 늘 환상 속에 빠져있는 소녀의 모습으로 그려진다. 하지만 잠깐잠깐 옛 기억이 돌아올 때가 있다.
에비스자와 쿠루미 (恵飛須沢 胡桃)
성우 - 오자와 아리
학교생활부의 부원. 고등학교 3학년. 트윈테일을 한 소녀이며 호신용으로 항상 삽을 가지고 다닌다.옛날 좀비가 된 선배를 죽인기억으로 종종 악몽에 시달리기도 한다.
와카사 유리 (若狭 悠里)
성우 - M.A.O
고등학생 3학년이다.사건 이전에는 원예부에서 활동을 하고 있었다. 꼼꼼한 성격으로 학교생활부의 부장을 맡고 있다. 모두를 한데 모아 이끌어 가는 리더의 역할을 하고 있다.
눈 밑에 눈물점이 있다.
나오키 미키 (直樹 美紀)
성우 - 타카하시 리에
학교생활부의 부원. 고등학교 2학년. (고)케이와 단짝 친구로, 똑부러지는 성격의 소유자이다.백화점에 숨어 있다가 발견되어 학교생활부에 가입했다.
사쿠라 메구미 (佐倉 慈)
성우 - 카야노 아이
학원생활부의 고문이자 메구리가오카 학원의 국어 교사. 사건이 일어난 이후 혼란에 빠져있던 타케야 유키의 정신적 지주의 역할이 되어 주었다. 그러나 얼마되지 않아 죽어 나중에 좀비가 되어 부원들을 위협한다.

### 성 이시도로스 대학교

#### 자타락 동아리(이하 온건파)
리세(リセ)
이시도로스 대학교의 도서관에서 머물고 있는 여성. 도서관의 책을 전부 읽는 게 꿈이다.
데구치 토코(出口 桐子)
이시도로스 대학교의 자타락 동아리의 대표. 회색 단발머리에 둥근 안경을 끼고 있다. 게임을 좋아한다.
키라이 히카코(喜来 比嘉子)
이시도로스 대학교 자타락 동아리의 멤버. 기계를 잘 다루며 한때는 무투파 소속이었기도 했다. 검은 단발머리에 말수는 적다.
히카리자토 아키(光里 晶)
이시도로스 대학교 자타락 동아리의 멤버. 학교생활부가 성 이시도로스 대학으로 들어왔을 때 자타락 동아리 멤버중 제일 처음으로 학교생활부를
발견한다.

### 기타
타로마루 (太郞丸)
성우 - 카토 에미리
쇼핑몰에서 만난 할머니가 키우던 강아지.케이가 죽은 후 미키가 키운다. 하지만 미키에게 반감을 보인다
시도우 케이 (祠堂 圭)
성우 - 키무라 쥬리
나오키 미키의 단짝 친구. 그러나 백화점에서 미키와 작별한 이후 사라진다. 애니로 나온 학교생활 12편에서 자동차로 학교를 떠날때 좀비가 된상태로 나온다. 그리고 라디오가 되는 구식 CD플레이어를 선호한다.

## 용어 · 세계관
원작의 각 권 마지막 부분에 극 중 소품으로 등장한 학교 안내, 긴급 피난 메뉴얼, 일기 등의 내용을 공개하는 형태로 세계관에 대한 해석이 자세하게 그려져 있다.

### 학교생활부
좀비 사건 이후 학교에 고립된 유키와 쿠루미, 유리, 그리고 미키가 자신들이 학교에 갇혀 있는 것이 아닌, 학교 내 동아리 활동을 위해 생활하는 것으로서 긍정적으로 생각하고 협력하기 위해 만든 동아리. 물론 실제로는 갇혀 있는 것이 아닌, 소설적인 설정에 불과하지만 유키의 환상 속에서는 현실의 동아리처럼 자리매김하고 있다.

### 메구리가오카 학원 고등학교
주요 등장인물들이 다니는 학교. 지상 3층, 지하 2층으로 이루어진 건물로 좀비 사건 이후 폐허가 되지만 학교생활부의 주요 거점이 되었다. 유키, 쿠루미, 유리는 사건 이후 옥상에서 활동 반경을 서서히 넓혀 옥상과 3층 내의 안전성이 확보되었지만 2층 계단 부근의 바리케이트 밖으로 좀비가 배회하고 건물 1층과 2층은 유리 파편과 핏자국으로 가득 찬 끔찍한 모습으로 변했다.
본래 그 건물은 비밀리에 계획된 피난 및 위급 상황 거점 시설로, 옥상의 텃밭과 태양광 발전 시설, 고급 정수 시설 등 비상 시에 활용 가능한 시설을 모두 갖추고 있다.

### 성 이시도로스 대학교
메구리가오카 시에 위치한 대학. 태양광 발전 시설과 음식 창고가 있고, 물도 사용 가능하다. 전체적으로 메구리가오카 학원 고등학교와 비슷한 수준의 설비가 갖추어져 있다.

### 자타락 동호회
성 이시도로스 대학의 동호회. 매일 영화 감상, 아이스크림 먹기 등 재미있는 생활을 한다.

### 메구리가오카 시
작품의 배경이 되는 도시. 학교생활부의 모교인 메구리가오카 학원 고등학교와 성 이시도로스 대학교가 위치해 있다. 원래는 '남토'(男土)라는 이름으로 불리며 성행했었으나, '남토 사건'으로 1년 만에 인구가 급감하였다. 이후, 인구 감소로 고통을 받다가 도시 개발 계획으로 기업 유치와 지역 산업의 부흥을 추진한 결과 1984년에는 인구가 예전 수준으로 회복되었다.

### 랜달 코퍼레이션
메구리가오카 시를 거점으로 한 대기업. '직원용 긴급 피난 메뉴얼'의 연락처에 이 회사의 이름이 적혀 있다.

### 직원용 긴급 피난 메뉴얼
메구미의 유품 속에서 발견되었다. 연구 단계 중인 세균 무기와 바이러스 무기(생물병기)의 연구에 대해 언급되어 있는데, 정작 중요한 부분은 검은색으로 가려져 있다. 이 메뉴얼의 존재로 인해 의도적으로 참사를 발생시켰을 가능성이 높아졌다.

## 서적 정보

### 단행본
- 카이호 노리미츠(니트로플러스)(원작), 치바 사도루(작화) 《학교생활!》 호분샤 〈망가 타임 KR 코믹스〉, 전 12권[4]
  1. 2012년 12월 27일 초판 발행, 2012년 12월 12일 발매 - ISBN 978-4-8322-4236-4
  2. 2013년 6월 27일 초판 발행, 2013년 6월 12일 발매 - ISBN 978-4-8322-4309-5
  3. 2013년 12월 27일 초판 발행, 2013년 12월 12일 발매 - ISBN 978-4-8322-4378-1
  4. 2014년 7월 26일 초판 발행, 2014년 7월 11일 발매 - ISBN 978-4-8322-4462-7
  5. 2015년 3월 27일 초판 발행, 2015년 3월 12일 발매 - ISBN 978-4-8322-4538-9
  6. 2015년 8월 26일 초판 발행, 2015년 8월 11일 발매 - ISBN 978-4-8322-4603-4
  7. 2016년 1월 27일 초판 발행, 2016년 1월 12일 발매 - ISBN 978-4-8322-4653-9
  8. 2016년 8월 25일 초판 발행, 2016년 8월 10일 발매 - ISBN 978-4-8322-4730-7
  9. 2017년 3월 26일 초판 발행, 2017년 3월 11일 발매 - ISBN 978-4-8322-4813-7
  10. 2018년 6월 27일 초판 발행, 2018년 6월 12일 발매 - ISBN 978-4-8322-4952-3
  11. 2019년 1월 27일 초판 발행, 2019년 1월 12일 발매 - ISBN 978-4-8322-7057-2
  12. 2020년 1월 25일 초판 발행, 2020년 1월 10일 발매 - ISBN 978-4-8322-7148-7

### 공식 가이드북
카이호 노리미츠(니트로플러스)(원작) / 치바 사도루(작화) / 망가 타임 키라라(편집) 《학교생활! TV애니메이션 공식 가이드북 학교생활부 활동 기록》 호분샤〈망가 타임 KR 코믹스〉, 2015년 12월 12일 발매, ISBN 978-4-8322-4646-1

## 애니메이션
| 원작            | 카이호 노리미츠(니트로플러스)×치바 사도루                                                             |
| 감독            | 안도 마사오미                                                                                         |
| 각본 프로듀스   | 니트로플러스                                                                                          |
| 시리즈 구성     | 카이호 노리미츠                                                                                       |
| 캐릭터 디자인   | 이이즈카 하루코                                                                                       |
| 총작화 감독     | 이이노 마코토 쿠로사와 케이코(제4화~제12화)                                                           |
| 그놈들 디자인   | 히로세 토모히토                                                                                       |
| 프롭 디자인     | 이치카와 미호                                                                                         |
| 미술 감독       | 요코야마 아츠시                                                                                       |
| 미술 설정       | 카네히라 카즈시게                                                                                     |
| 색채설계        | 난모쿠 유미                                                                                           |
| 촬영 감독       | 세리자와 나오키                                                                                       |
| 편집            | 오이카와 유키에                                                                                       |
| CGI 디렉터      | 니시이리 토시오                                                                                       |
| 음향 감독       | 이케타가와 진                                                                                         |
| 음악            | 카야모리 스스무                                                                                       |
| 음악 프로듀서   | 川口真司、藤平直孝                                                                                    |
| 음악 제작       | NBCUniversal Entertainment                                                                            |
| 치프 프로듀서   | 오구라 미츠토시 코바야시 히로유키 데지타로                                                            |
| 프로듀서        | 후쿠라 케이 쿠보타 히로키 후카오 사토시 무라마츠 유키 오카무라 타케마 야마자키 아스카 하야시 토시야스 |
| 애니메이션 제작 | Lerche                                                                                                |
| 제작            | 학교생활! 제작위원회                                                                                  |

2015년 7월부터 9월까지 방송되었다.
시리즈 구성을 원작자인 카이호 노리미츠이 맡는 것 외에 각본에 게임 라이터가 많이 참가했다.
애니메이션화의 발표는 《망가 타임 키라라 포워드》 2014년 8월호에서 행해졌다. 제1화 방송 개시 전의 공식 사이트에서는 스토리의 요점이 되는 호러 요소가 은폐되어 있었지만, 방송 종료 후에는 키 비주얼이 그것을 근거로 한 것으로 바뀌었다. 또한 각 뉴스 사이트에서도 2015년 7월 4일 유나이티드 시네마 도요스에서 개최 된 제1화 선행 상영회의 공포 요소 정보는 전혀 보도되지 않고 "귀여움"과 "즐거움"을 전면에 밀어낸 소개만이 되고 있었다. 제1화 방송 종료 후에는 캐스트진에의 인터뷰도 호러 요소의 정보를 근거로 한 것이 공개되었다.

### 반향
앞서 언급했듯이 방송 시작 전 호러 요소가 은폐되어 있었기 때문에, 제1화 방송 개시 후에는 인터넷을 중심으로 다양한 반향이 일어났다. 개시 당초의 인상으로부터 일전하는 종반에 대해서는, 마찬가지로 니트로플러스가 관련되어 있던 《마법소녀 마도카☆마기카》를 끌어내어 '무섭다'라고 하는 목소리가 다수 나와, 니코니코 동화에서의 제1화는 스트리밍 개시로부터 1주일에 146만 재생을 넘었다. 게다가 제5화까지 연속해서 100만에 도달했다. 게다가 원작 제1권의 매출이 방송 개시 전의 약 10배가 되었다고 한다.
게임 프로듀서의 이와노 히로아키는, 일상 부분의 온화한 분위기가 공포 부분을 돋보인다는, 지금까지의 공포 작품에는 없었던 연출 방법이 일상계의 팬을 끌어당긴 것이 아닐까 하고 있어, 제1화를 본 시청자가 공포 작품이라고 알고 나서도 장치를 찾아 반복해서 보려고 했으며, 그 결과 시청자 간의 논의가 일어나 화제성 강화로 이어진 것이 아닐까 보고 있다.

### 원작과 다른점
애니메이션 1화는 원작 1화와 같은 내용이지만 원작과 달리 미키가 이미 학교생활부 부원이다. 또한 원작에서는 미키가 학교생활부에 합류하기전 유키가 좀비에게 물린 타로마루를 데려오고 하루만에 좀비화하지만 애니판에서는 미키와 함께 학교생활부에 합류해 1화부터 12화까지 함께 생활한다.
10화~12화에서 쿠루미는 좀비가 된 사쿠라 메구미 선생님한테 물려 좀비화가 되어가는데 이때 원작에서 와카사 유리는 쿠루미를 식칼로 찌르려 했다가 나오키 미키가 딱 맞게 약을 구해와서 찌르는것을 막게 되었다. 하지만 애니메이션에서의 와카사 유리는 쿠루미를 칼로 찌르는 것이 가책으로 느껴져 포기하고 속수무책의 상황이 되었다가 나오키 미키가 약을 구해오는 전개이다. 한마디로 요약하자면 원작은 쿠루미를 찌를 가능성이 컸지만, 애니메이션은 그렇지 않았다.
원작에서는 나오키 미키와 시도우 케이가 조우한 백화점 생존 그룹이 있지만, 애니메이션의 경우에는 미키와 케이 그리고 타로마루만이 백화점에서 생존해간것으로 나온다.

### 주제가 및 삽입곡
오프닝 테마
친구하고 싶어(ふ・れ・ん・ど・し・た・い)
작사 - 쿠마노 키요미 / 작곡 - 후지모토 타카노리 / 편곡 - 사사키 히로시 / 노래 - 학교생활부(타케야 유키(미나세 이노리), 에비스자와 쿠루미 (CV.오자와 아리), 와카사 유리(M.A.O), 나오키 미키(타카하시 리에))
제12화에서는 엔딩 테마로서 사용.
가사는 표면상은 평화적이지만 죽음을 연상시키는 단어와 소리가 겹치는 부분이 있다. 미나세에 의하면, "아마 'し・た・い'(시타이, 싶어)와 '死体'(시타이, 시체)로, 이중 의미가 되어 있을 것입니다"라는 것이다.
오프닝은 이야기의 진행에 맞춰 연출이 서서히 변화하는 구조를 취하고 있다.
엔딩 테마
harmonize clover(ハーモナイズ・クローバー)
노래·작사 - 쿠로스 카츠히코 / 작곡 - 쿠로스 카츠히코 /편곡 - 쿠로스 카츠히코, 오사다 나오유키
We took each other's hand
노래 - 사와다 카오리 / 작사·작곡·편곡 - 나카츠카 타케시
애프터글로우(アフターグロウ)
노래·작사 - 쿠로사키 마온 / 작곡·편곡 - fu_mou

### 에피소드
| 회차 | 부제       | 번역 부제  | 각본              | 그림 콘티           | 연출                        | 작화 감독 | 방송일   |
| ---- | ---------- | ---------- | ----------------- | ------------------- | --------------------------- | --- | -------- |
| #1   | はじまり   | 시작       | 카이호 노리미츠   | 안도 마사오미       | 안도 마사오미               | 이이노 마코토 나리카와 타카시 츠츠미야 노리코 이치카와 미호 | 7월 9일  |
| #2   | おもいで   | 추억       | 히가시데 유이치로 | 안도 마사오미       | 스즈키 요시나리             | 쿠로사와 케이코 쿠와바라 나오코 사이토 카즈야 타케우치 아키라 | 7월 16일 |
| #3   | あのとき   | 그때       | 사쿠라이 히카루   | 키노메 유우         | 키노메 유우                 | 우시지마 유지 | 7월 23일 |
| #4   | えんそく   | 소풍       | 후카미 마코토     | 마츠바야시 타다히토 | 야노 타카노리               | 센코지 카이토 야마자키 테루히코 오노 히로미 다이미 히로미 타테자키 히로시 데노 요시노리                                                                                         | 7월 30일 |
| #5   | であい     | 만남       | 히가시데 유이치로 | 마츠바야시 타다히토 | 아타라시 타이치             | 모리시타 치에 | 8월 6일  |
| #6   | ようこそ   | 어서와     | 미와 키요무네     | 이이노 마코토       | 에조에 히토미               | 고즈 하루나 코조 요코 나리카와 타카시 | 8월 13일 |
| #7   | おてがみ   | 편지       | 코다치 우쿄       | 허평강              | 요시다 슌지                 | 쿠와바라 나오코 나카지마 요시코 노미치 카요 오오니시 요이치 | 8월 20일 |
| #8   | しょうらい | 장래       | 미와 키요무네     | 키노메 유우         | 이토 후미오                 | 사이토 카즈야 호시노 마스미 핫토리 켄지 나리카와 타카시 카네코 미사키 쿠와바라 나오코                                                                                           | 8월 27일 |
| #9   | きゅうじつ | 휴일       | 모리세 료         | 오오하라 미노루     | 타카바야시 히사야           | 히라타 켄이치 키타하라 코다이 토미나가 카즈히토 | 9월 3일  |
| #10  | あめのひ   | 비 오는 날 | 사쿠라이 히카루   | 오오하라 미노루     | 토미나가 츠네오 오노 아유무 | 이호세 | 9월 10일 |
| #11  | きずあと   | 흉터       | 후카미 마코토     | 토야마 소우         | 에조에 히토미               | 쿠와바라 나오코 호시노 마스미 카네코 미사키 나리카와 타카시 미야니시 타마코 오가와 에리 마츠모토 타케히코                                                                       | 9월 17일 |
| #12  | そつぎょう | 졸업       | 카이호 노리미츠   | 허평강              | 허평강                      | 이치카와 미호 나리카와 타카시 쿠와바라 나오코 호시노 마스미 오가와 에리 마츠모토 타케히코 히가미 아야 야마가타 코지 히구치 히로미 쿠로사와 케이코 이이노 마코토 이이즈카 하루코 | 9월 24일 |

## 실사 영화
《망가 타임 키라라 포워드》 2018년 1월호(2017년 11월 24일 발매)에서 실사 영화화가 발표되었다. 주역의 학교생활부 4명은 라스트 아이돌의 멤버가 연기한다. 그 외, 역은 오노 노노카가 연기한다. 2019년 1월 25일 공개. 같은 해 7월 3일에 블루레이, DVD가 발매되었다.